# Livorno Ferraris
Livorno Ferraris är en ort och kommun i provinsen Vercelli i regionen Piemonte, Italien. Kommunen hade 4 334 invånare (2018).